# 高山韭
高山韭（学名：Allium sikkimense）是葱科葱属的植物。分布在不丹、锡金、尼泊尔、印度以及中国大陆的四川、陕西、云南、宁夏、青海、甘肃、西藏等地，生长于海拔2,400米至5,000米的地区，多生长于林缘、草地、山坡及灌丛下，目前已由人工引种栽培。